# الحجرية (تعز)

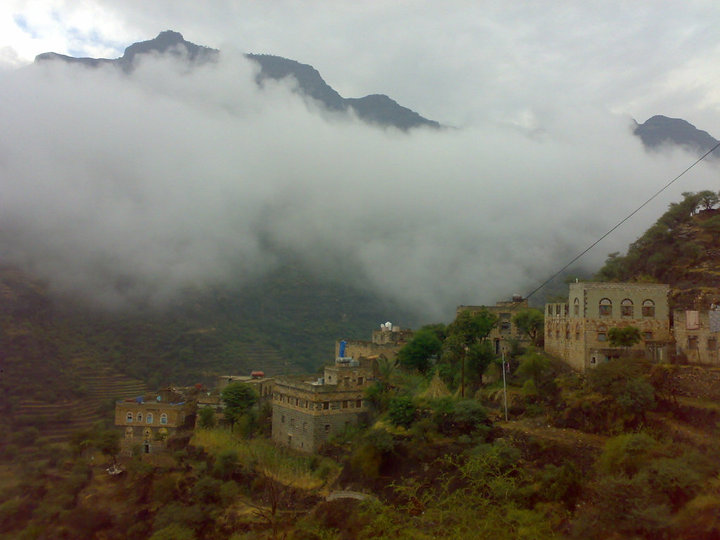
منطقة الحجرية

الحُجَريَّة أو مخلاف المعافر (باليونانية: Μαφαρῖτις)‏ هي منطقة جبلية تقع في الجنوب الأوسط القريب للجنوب الغربي لليمن جنوب محافظة تعز، وتعتبر منطقة مكتظة بالسكان، ويقدر تعداد سكانها بمليون نسمة.
تعد الحُجَريَّة أكبر قضاء في محافظة تعز، إذ يمتد حدودها على محافظتين هي تعز ولحج. والمديريات التي تتبع هذا القضاء هي: خدير والصلو وحيفان وسامع والشمايتين، المواسط وجبل حبشي والمعافر والوازعية وكلها تابعة لمحافظة تعز، وهناك مديريتا المقاطرة والقبيطة وتتبعان حالياً محافظة لحج.

## تاريخ الحجرية
المعافر قبيلة حميرية. وهي منطقة ذكرت في المصادر اليونانية باسم «مافريتس-Mapharitis». عاصمتها كانت مدينة السواء (باليونانية: Σαυή)‏.

### في المصادر الأثرية

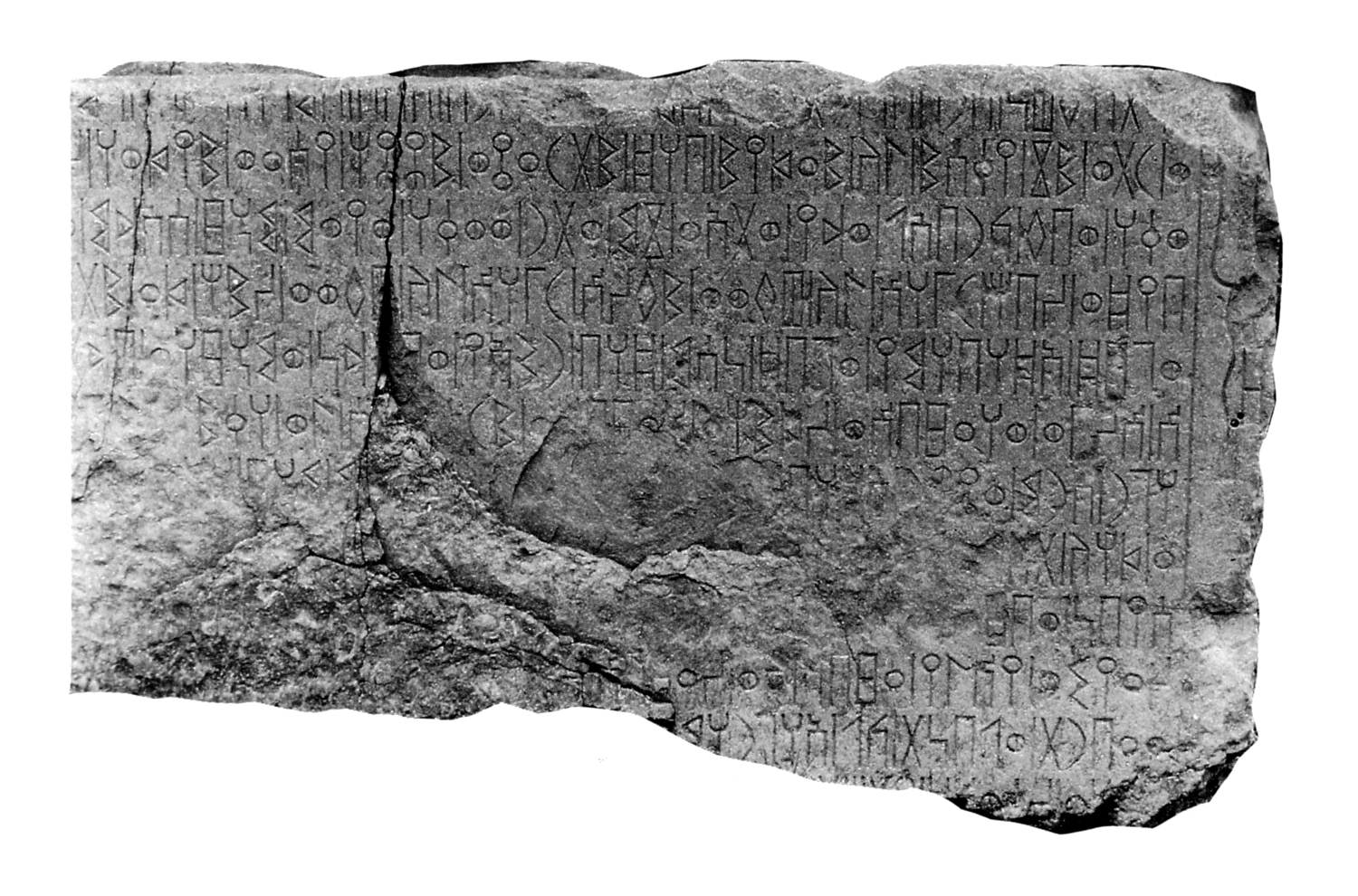
جزء من نقش النصر (RES 3945)

ذكرت منطقة المعافر في العديد من النقوش العربية الجنوبية القديمة. أقدم نقش معروف يذكر المعافر يعود إلى القرن السابع قبل الميلاد. هذا النقش جزء من نقش يسمى نقش النصر (RES 3945). يصف النقش هجوم كربئيل وتر على مدن المعافر خلال حملته على أوسان. دمر كربئيل وتر وأحرق مدن المعافر وقتل 3000 وأسر 8000 أسير.
ورد ذكر مدينة السواء سبع مرات في نقش يعود إلى زمن إيلي شرح يحضب ويزل بين. كما ورد ذكر مدينة أخرى من المعافر تسمى ذبحان ذي حمرم في النقوش العربية الجنوبية. في نقش قتباني معروف باسم نقش العود (RES 3858)، ورد ذكر مدينة ذبحان ذي حمرام بجانب مدن أخرى كصبر وسلمان وحمير وحجران، وقد ورد ذكر شعب يُدعى عزعز على أنهم سكان هذه المنطقة. تقع مدينة ذبحان ذي حمرم في ماوية اليوم. مدينة أخرى تسمى ذبحان ذي قشرم مذكورة في النقوش العربية الجنوبية وتقع في منطقة ذبحان اليوم.
يذكر نقش سامع الذي يعود إلى القرن الثالث الميلادي قبيلة الأعروق الواقعة في منطقة المعافر وملكهم الحميري شمر يحامد. كما أن قبيلة أخرى ومدينة تسمى المشاولة التي تقع في منطقة المعافر مذكورة في كثير من النقوش. تقول إحدى النقوش أن الملك الحميري ذمار علي يهبر الأول أرسل أحد جنوده اسمه مبهل للتجسس على «هجرم مسولم».

### في المصادر الكلاسيكية
أقدم ذكر لمنطقة المعافر في المصادر الكلاسيكية لبطليموس الذي أطلق عليها اسم «معفُريتا-Maforitae». ثم تم ذكره في كتاب الطواف حول البحر الإريتري، يذكر الكتاب مدينة «السواء-سوا» التي تقع في «المعافر-Mapharitis».

### في المصادر الإسلامية
عرفت المعافر بثيابها التي عرفت بـ «المعافرية». جاء في حديثٍ عن يزيد بن عمرو، قال: كنا عند النبي ﷺ فأتي بثوب من معافر، فقال أبو سفيان: لعن الله هذا الثوب؛ ولعن من يعمله. فقال النبي ﷺ: «لَا تَلْعَنْهُمَ، فَإنَّهُمْ مِنِّي وَأنَا مِنْهُمْ».

### في التاريخ الحديث
تمتلك الحجرية تاريخ زاخر وتواجدت في المشهد السياسي اليمني بقوة عبر التاريخ فهي تحتضن مدينة السواء عاصمة مملكة المعافر وملكها الشهير كليب وفي العصر الحديث ساهمت الحجرية عبر أبناءها من السياسيين والمؤرخين والأدباء والمثقفين في إحداث نقلات نوعية ومشهودة في التاريخ السياسي اليمني حيث أنجبت الحجرية الأستاذ أحمد محمد نعمان أشهر من قاد حركة التحرر ضد حكم الإمامة في اليمن وكان له في الفضل في دعوة اليمنيين لإقامة حكم جمهوري تكلل في العام 1962م بإقامة الثورة اليمنية وكذلك الشهيد الحكيمي، وينتمي إلى الحجرية الأستاذ عبدالله عبدالوهاب نعمان وهو شاعر غنائي أثرى الحياة الغنائية اليمنية بالكثير من الأناشيد الوطنية والعاطفية وهو كاتب النشيد الوطني للجمهورية اليمنية، كما ينتمي إليها فنان اليمن الأول أيوب طارش وأقيمت في الحجرية أول مدرسة ذات منهج علمي في مدينة التربة والتي كانت تعد حاضرة محافظة تعز في ثلاثينات القرن العشرين، ومن الحجرية خرج عدد من قادة التحرر أبرزهم عيسى محمد سيف قائد حركة الانقلاب الناصرية في عام 1978م ضد الرئيس السابق علي عبد الله صالح، وعبد الرقيب عبد الوهاب قائد ملحمة السبعين يوماً لفك الحصار عن مدينة صنعاء بعد محاصرتها من قبل الإماميين في ستينات القرن الماضي، وينتمي إليها الأستاذ عبد العزيز عبد الغني أبرز من عاصر أربعة رؤساء يمنيين وكان رئيساً لحكوماتهم، ويوجد في الحجرية منطقة الأصابح التي ينتمي إليها الإمام مالك بن أنس الأصبحي أحد أئمة المذاهب الأربعة وإلى الحجرية ينتمي أيضاً الرئيس اليمني السابق عبدالفتاح إسماعيل مؤسس الحزب الاشتراكي اليمني وقائد الجبهة الشعبية لتحرير الجنوب اليمني.

## النشاط الزراعي
تمتلك منطقة الحجرية أرض واسعة خصبة حيث تزرع فيها الجوافة والمانجو والذرة والسمسم والقات في مناطق بني يوسف بمديرية المواسط وبعض قرى البريهة والحقل ونجد العود وعناقب في مديرية جبل حبشي كما يزرع فيها البصل والطماطم في عزل الشراجة والكلائبة والعفيرة وببني حماد بكميات وفيرة تُصَدَّر إلى الأسواق المحلية ومفاض إلى الأسواق الخارجية وخصوصاً محاصيل المانجو والبن الذي يزرع بجودة عالية في منطقة بني حماد بمديرية المواسط، وكذلك السمسم في وادي بني خولان جبل حبشي، ويعد وادي البركاني الواقع بين مديريتي المواسط والمعافر، أبرز أودية الحجرية وهو مرتع خصب لزراعة المانجو كما تحتضن الحجرية وادي الضباب الذي يفصل مديرية جبل حبشي عن مديرية صبر الموادم وهو واد خصب وملهم للشعراء والأدباء ويعد متنفساً سياحياً لأبناء تعز ويمتد حتى منطقة بني حماد، وبالقرب منه يقع وادي حنا في عزلة بني عيسى ويشهد في فصل الصيف حركة زائرين كبيرة لنظارة خضرته وجريان مياهِه التي يتم عبرها الري منها، ويمكن القول بأن أودية الحجرية تقول بأعمال مزدوجة فإلى جانب القيام بدروها الرئيسي في الجانب الزراعي وإمداد محافظة تعز والمحافظات الأخرى في اليمن بالعديد من المحاصيل الزراعية إلَّا أنها تعمل أيضاً على تنمية السياحة الداخلية من خلال احتضانها للكثير من العائلات والأسر التي تأتي للترويح عن النفس والاستجمام.

## النشاط التعليمي
اهتم أبناء الحجرية منذ القدم بالتعليم كونه حجر الأساس في أي عمل تنموي يرجع التدريس في مدرستي حيفان وذبحان إلى فترة سابقة لثلاثينات القرن العشرين، وذلك لأن القاضي عبد الله عبد الإله الفائشي والأستاذ أحمد محمد نعمان قد كانا مدرسين في المدرستين قبل وفاتهما وقيام ولداهما بأمر التدريس في المدرستين بعد وفاتهما. وكانت مدرسة بني يوسف امتداد للدراسة في زبيد وتريم ومدرسة ذبحان حيث وقد نشأت في العزلة المعروفة ببني يوسف مدرسة علمية في القرن السابع الهجري تعاقب على التدريس فيها أكثر من عشرين جيلاً منذ بدأ عمران بن ثواب التدريس في القرن السابع الهجري في قرية حجرة وأجيال من بعده حتى بداية القرن الواحد والعشرين، وما يجمع بين المدارس الثلاث أنها قد كانت مدارس أهلية في البداية أصبحت حكومية فيما بعد أي في ثلاثينيات القرن العشرين، مدرسة حيفان ومدرسة ذبحان وفي أربعينيات القرن العشرين بالنسبة لمدرسة بني يوسف. وكان للمدارس الثلاث دور في مجال التعليم والفكر والثقافة لا زال حتى اليوم نظراً لقيام مدرسي هذه المدارس بالعمل الفكري ومتابعة تلامذتهم لأفكارهم وامتد إلى تلامذة تلامذتهم حتى الآن.

## النشاط التجاري
نشط أبناء الحُجَرِيَّة منذ القدم في الجانب التجاري وكان هناك ما يسمى بالثياب المعافرية نسبة إلى المعافر الأشهر في القدم وتجارة المُر وفي العصر الحديث نشأت العديد من البيوت التجارية امتد تأثيرها ليس على مستوى الحُجَرِيَّة ومحافظة تعز فقط بل امتد على مستوى محافظات اليمن والخارج وتعد مجموعة هائل سعيد أنعم أبرز المجموعات التجارية العائلية التي نشأت في ثلاثينات القرن العشرين وينتمي مؤسس المجموعة إلى منطقة الأعروق في مديرية حيفان والتي أنجبت بيوت تجارية أخرى مثل بيت شاهر عبد الحق وبيت الحروي وبيت توفيق عبد الرحيم وفي مديرية المواسط نشأت بيوت تجارية أخرى حيث ينتمي إلى الحُجَرِيَّة رجل الأعمال السعودي محمود سعيد وعبد الخالق سعيد وأحمد عبد الواحد أنعم وعلى مستوى النشاط الداخلي هناك بيت بن زيدون وبيت شمسان وبيت الغنامي والأسودي وفتحي عبدالحميد اليوسفي والعديد من البيوت التجارية الشهيرة.

## آثار الحُجَرِيَّة
تحوي الحُجَرِيَّة العديد من المآثِر التارخية حيث يوجد فيها برك الغماد في مديرية المعافر وحصن الوجيه وجامع أحمد بن علوان وجامع ابن المقري وقبة عدينة وقبة وجيه الدين في مديرية جبل حبشي وهناك قلعة المقاطرة وقلعة الدملؤَة في الصلو ومدينة السواء التاريخية وهناك أيضاً دار النعمان ودار أحمد يعقوب ويقعان في السوق والذي يسمى قديماً باب العقد وأيضاً هناك دار أقدم وأروع ولكنه أهمل وهجره أهله ولم يستطيعوا بنائه من جديد وهو دار إسماعيل يعقوب وهو أخ لأحمد يعقوب وهم من أسرة تناسبت مع الأتراك العثمانيين قديماً وأيضاً هناك سد الأعدوف والذي يقع في منطقة الغيل والكثير مثل جامع الطيار ومن الحصون حصن مطران في قدس وحصن جبل منيف بالزريقة وحصن جبل يمين بالعزاعز وقبر الولي إلياس بالقبيطة كما أن جبل بيحان المطل على التربة وتسميته حِمْيَرِيَّة يقال بأن به مغارة تهبط إلى وادي أديم بالمقاطرة.

## شخصيات مهمة
- المنصور بن أبي عامر
- أبو بكر بن العربي
- عبد الملك بن هشام
- طريف بن مالك
- عبد الفتاح إسماعيل
- أحمد محمد نعمان
- عبدالله عبدالوهاب نعمان
- أيوب طارش
- عبد العزيز عبد الغني
- مالك بن أنس